# Justicia lortiae
Justicia lortiae är en akantusväxtart som beskrevs av Alfred Barton Rendle. Justicia lortiae ingår i släktet Justicia och familjen akantusväxter. Inga underarter finns listade i Catalogue of Life.